# Mátyás Tímár
Mátyás Tímár (* 10. Juli 1923 in Mohács, Komitat Baranya; † 16. Februar 2020) war ein ungarischer Banker, Hochschullehrer und Politiker der Partei der Ungarischen Werktätigen MDP (Magyar Dolgozók Pártja) sowie schließlich der Ungarischen Sozialistischen Arbeiterpartei MSZMP (Magyar Szocialista Munkáspárt), der unter anderem von 1962 bis 1967 Finanzminister, dann zwischen 1967 und 1975 Vize-Ministerpräsident sowie im Anschluss von 1975 bis 1988 Präsident der Ungarischen Nationalbank MNB (Magyar Nemzeti Bank) war.

## Leben

### Gerber, Parteifunktionär und Vize-Finanzminister
Tímár, Sohn eines Betriebsleiters und Einzelhändlers, absolvierte nach dem Besuch der Volksschule in seiner Heimatstadt eine Berufsausbildung zum Gerber und war danach zunächst zwischen 1941 und 1942 Geselle in der Gerberei Sziebert Bőrgyár in Baja sowie im Anschluss in der Gerberei Általános Bőrgyár in Mohács sowie im Anschluss seit Mai 1943 bei der Gerberei Olimpia Bőrgyár in Újpest, ehe er von April bis Dezember 1944 als Zwangsarbeiter arbeiten musste. Im Anschluss arbeitete er als Lederfacharbeiter.
Tímár, der 1943 Mitglied der Ungarischen Sozialdemokratischen Partei MSZDP (Magyarországi Szociáldemokrata Párt) sowie 1945 der Kommunistischen Partei KMP (Kommunisták Magyarországi Pártja) beitrat, wurde im Frühjahr 1945 stellvertretender Leiter der Abteilung für Schulung beim Ungarischen Demokratischen Jugendverband MÁDISZ (Magyar Demokratikus Ifjúsági Szövetség) und danach 1947 Mitglied im Jugendsekretariat der KMP sowie zwischen Ende 1947 und Anfang 1949 Mitarbeiter in der ZK-Abteilung für Kader der KMP. Im März 1949 wurde Leiter der Abteilung für öffentliche Finanzen im Finanzministerium. Während dieser Zeit absolvierte er Lehrgänge im Fach Rechtswissenschaften an der Eötvös-Loránd-Universität in Budapest und übernahm im Anschluss selbst von 1950 bis 1960 einen Lehrauftrag für Finanzrecht an der ELTE. Gleichzeitig studierte er zwischen 1951 und 1952 ein Studium an der Parteihochschule der KMP.
1952 wurde Tímár Leiter der Haushaltsabteilung im Finanzministerium, ehe er vom 10. Januar 1955 bis zum 31. Januar 1957 Vize-Finanzminister war. Danach übernahm er wieder die Funktion als Leiter der Haushaltsabteilung im Finanzministerium und war daraufhin vom 6. August 1960 bis zum 27. November 1962 wieder Vize-Finanzminister.

### Finanzminister, Vize-Ministerpräsident und Präsident der Nationalbank
Am 28. November 1962 wurde Tímár zum Finanzminister (Pénzügyminiszter) in die Regierung von Ministerpräsident János Kádár berufen und löste damit Rezső Nyers ab, der ZK-Sekretär für Wirtschaft wurde und später zum „Vater“ der ungarischen Wirtschaftsreformen zwischen 1968 und 1973 wurde. Das Amt des Finanzministers bekleidete er auch in der Regierung von Kádárs Nachfolger Gyula Kállai bis zum 14. April 1967.
Neben seinem Ministeramt übernahm er 1963 auch eine Außerordentliche Professur an der Fakultät für Wirtschaftswissenschaften an der Eötvös-Loránd-Universität und unterrichtete dort zuerst wieder Finanzrecht und später Wirtschaftsführung und Analyse der Wirtschaftspolitik nach dem Ende des Zweiten Weltkrieges.
Er wurde außerdem am 3. Dezember 1966 auf dem IX. Parteikongress auch zum Mitglied des Zentralkomitees (ZK) der MSZMP gewählt, dem er bis zum 27. März 1985 angehörte.
Danach wurde Tímár am 14. April 1967 stellvertretender Vorsitzender des Ministerrates in der Regierung des neuen Ministerpräsidenten Jenő Fock und übte diese Funktion auch noch kurzzeitig in der Regierung von dessen Nachfolger György Lázár bis zum 4. Juli 1975 aus. Während dieser Zeit bekleidete er zwischen 1967 und 1973 auch die Position als Vorsitzender des Wirtschaftsausschusses der Regierung. Des Weiteren wurde er am 14. April 1967 Mitglied des Komitees für Landesverteidigung (Honvédelmi Bizottság) und gehörte diesem bis zum 14. Juli 1975 an. In seiner Funktion als Vize-Ministerpräsident leitete er im Februar 1968 eine Delegation zum Besuch der Leipziger Messe, um in der DDR Verhandlungen über Wirtschaftsfragen im Rahmen des deutsch-ungarischen Wirtschaftsausschusses zu führen.
1969 erfolgte seine Promotion zum Doktor im Fach Volkswirtschaftslehre.
Nach seinem Ausscheiden aus der Regierung wurde er am 4. Juli 1975 Nachfolger von Andor László als Präsident der Ungarischen Nationalbank MNB (Magyar Nemzeti Bank). Diese Position hatte Tímár fast dreizehn Jahre lang bis zu seiner Ablösung durch Ferenc Bartha am 15. Juni 1988 inne.

## Veröffentlichungen
- Gazdaságpolitika Magyarországon 1967-1973, (1975)
- Gazdasági egyensúly és pénzügyek (1983)
- Szürke pénzügyek (1989)
- A forint konvertibilitásáról (1989)
- Válság, váltás, változások 1979-1994 (1994)
- A Magyar Nemzeti Bank története I-III. kötet (1993–2004)
- Jegyzetek az oldalvonalról 2000-2010 (2011)